# Christine Sponring
Christine Sponring (ur. 22 czerwca 1983 w Schwaz) – austriacka narciarka alpejska, srebrna medalistka mistrzostw świata i dwukrotna medalistka mistrzostw świata juniorek.

## Kariera
Po raz pierwszy na arenie międzynarodowej pojawiła się 26 listopada 1998 roku w Pitztal, gdzie w zawodach FIS Race nie ukończyła slalomu. W 2000 roku wystartowała na mistrzostwach świata juniorów w Quebecu, zdobywając brązowy medal w zjeździe. Podczas rozgrywanych rok później mistrzostw świata juniorów w Verbier była najlepsza w slalomie. Na tych samych mistrzostwach była też czwarta w gigancie.
W zawodach Pucharu Świata zadebiutowała 10 grudnia 2000 roku w Sestriere, gdzie nie zakwalifikowała się do drugiego przejazdu slalomu. Pierwsze pucharowe punkty wywalczyła 20 grudnia w tej samej miejscowości, zajmując 22. miejsce w slalomie. Na podium zawodów PŚ po raz pierwszy stanęła 22 listopada 2001 roku w Copper Mountain, zajmując drugie miejsce w tej samej konkurencji. W zawodach tych rozdzieliła Francuzkę Laure Pequegnot i swą rodaczkę, Carinę Raich. Łącznie trzy razy stawała na podium, nie odnosząc żadnego zwycięstwa. Najlepsze wyniki osiągnęła w sezonie 2006/2007, kiedy to w klasyfikacji generalnej zajęła 39. miejsce, a w klasyfikacji supergiganta była jedenasta.
Na mistrzostwach świata w St. Anton w 2001 roku wywalczyła srebrny medal w kombinacji. W zawodach tych lepsza była tylko Martina Ertl z Niemiec; trzecie miejsce zajęła Włoszka Karen Putzer. Była też między innymi ósma w zjeździe podczas mistrzostw świata w Sankt Moritz dwa lata później. W 2002 roku wystąpiła na igrzyskach olimpijskich w Salt Lake City, gdzie nie ukończyła rywalizacji w kombinacji i slalomie.
W 2008 roku zakończyła karierę.

## Osiągnięcia

### Igrzyska olimpijskie
| Miejsce | Dzień     | Rok  | Miejscowość    | Konkurencja | Czas biegu | Strata | Zwyciężczyni    |
| ------- | --------- | ---- | -------------- | ----------- | ---------- | ------ | --------------- |
| DNF     | 14 lutego | 2002 | Salt Lake City | Kombinacja  | 2:43,28    | -      | Janica Kostelić |
| DNF2    | 20 lutego | 2002 | Salt Lake City | Slalom      | 1:46,10    | -      | Janica Kostelić |

### Mistrzostwa świata
| Miejsce | Dzień    | Rok  | Miejscowość  | Konkurencja     | Czas biegu | Strata | Zwyciężczyni    |
| ------- | -------- | ---- | ------------ | --------------- | ---------- | ------ | --------------- |
| 2.      | 2 lutego | 2001 | St. Anton    | Kombinacja      | 2:55,65    | +2,58  | Martina Ertl    |
| 12.     | 7 lutego | 2001 | St. Anton    | Slalom          | 1:32,95    | +5,95  | Anja Pärson     |
| 8.      | 9 lutego | 2003 | Sankt Moritz | Zjazd           | 1:34,30    | +0,67  | Mélanie Turgeon |
| 16.     | 9 lutego | 2007 | Åre          | Superkombinacja | 1:57,69    | +1,90  | Anja Pärson     |

### Mistrzostwa świata juniorów
| Miejsce | Dzień     | Rok  | Miejscowość | Konkurencja | Czas biegu | Strata | Zwyciężczyni         |
| ------- | --------- | ---- | ----------- | ----------- | ---------- | ------ | -------------------- |
| 3.      | 21 lutego | 2000 | Quebec      | Zjazd       | 1:13,47    | +0,26  | Fränzi Aufdenblatten |
| DNF     | 22 lutego | 2000 | Quebec      | Supergigant | 1:18,79    | -      | Kathrin Wilhelm      |
| DNF1    | 25 lutego | 2000 | Quebec      | Gigant      | 1:55,08    | -      | Anja Pärson          |
| 8.      | 26 lutego | 2000 | Quebec      | Slalom      | 1:50,79    | +3,40  | Anja Pärson          |
| 4.      | 10 lutego | 2001 | Verbier     | Gigant      | 2:16,31    | +1,10  | Fränzi Aufdenblatten |
| 1.      | 10 lutego | 2001 | Verbier     | Slalom      | 1:16,53    | -      | -                    |
| DNF     | 27 lutego | 2002 | Tarvisio    | Zjazd       | 1:29,81    | -      | Julia Mancuso        |
| DNF     | 28 lutego | 2002 | Tarvisio    | Supergigant | 1:27,54    | -      | Maria Riesch         |
| 9.      | 1 marca   | 2002 | Tarvisio    | Slalom      | 1:36,54    | +1,70  | Veronika Zuzulová    |
| 23.     | 3 marca   | 2002 | Tarvisio    | Gigant      | 1:52,15    | +2,88  | Julia Mancuso        |

### Puchar Świata

#### Miejsca w klasyfikacji generalnej
- sezon 2000/2001: 86.
- sezon 2001/2002: 54.
- sezon 2002/2003: 75.
- sezon 2003/2004: 73.
- sezon 2004/2005: 102.
- sezon 2006/2007: 39.
- sezon 2007/2008: 51.

#### Miejsca na podium
1. Copper Mountain – 22 listopada 2001 (slalom) – 2. miejsce
2. San Sicario – 26 stycznia 2007 (supergigant) – 3. miejsce
3. San Sicario – 28 stycznia 2007 (supergigant) – 3. miejsce